# Tron 2.0
Tron 2.0 är ett datorspel utvecklat av Monolith Productions. Det är en uppföljare till den delvis animerade filmen Tron från 1982. En Windows-version av spelet släpptes 26 augusti 2003 av Buena Vista Games. Mac-versionen släpptes 21 april 2004 av MacPlay.